# Ursulinenkapel
De Ursulinenkapel is een kapel te Wellen.

## Geschiedenis
De zusters Ursulinen vestigden zich, vanuit het moederhuis te Tildonk, in 1851 te Wellen. Ze richtten een school op en in 1899 bovendien een klooster met een pensionaat. In dat jaar kwam ook de neogotische Ursulinenkapel tot stand.
Vanaf 1975 werden de kloostergebouwen geleidelijk gesloopt. Wat overbleef werd door de gemeente in 1986 aangekocht. Ten slotte bleef alleen de kapel gespaard. Deze bevat nu de bibliotheek op de benedenverdieping en maakt deel uit van een nieuw gebouwd ontmoetingscentrum.

## Gebouw
In de kapel zijn nog neogotische schilderingen bewaard gebleven. Ook zijn er glas-in-loodramen en zijn de neogotische altaren nog aanwezig.
Op het dak bevindt zich een zeer spits dakruitertje.